# Итальянская Швейцария

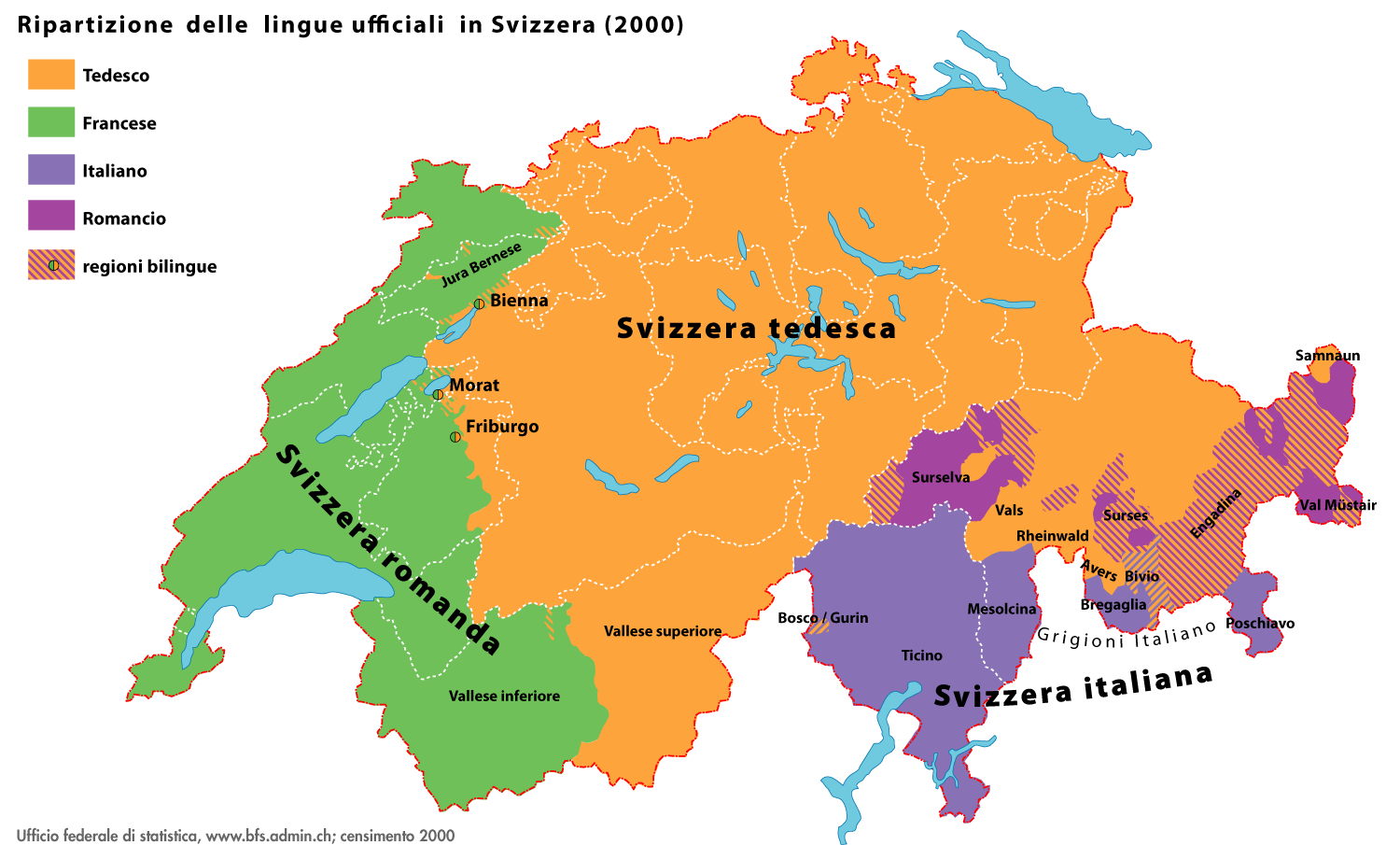
Языковая карта Швейцарии

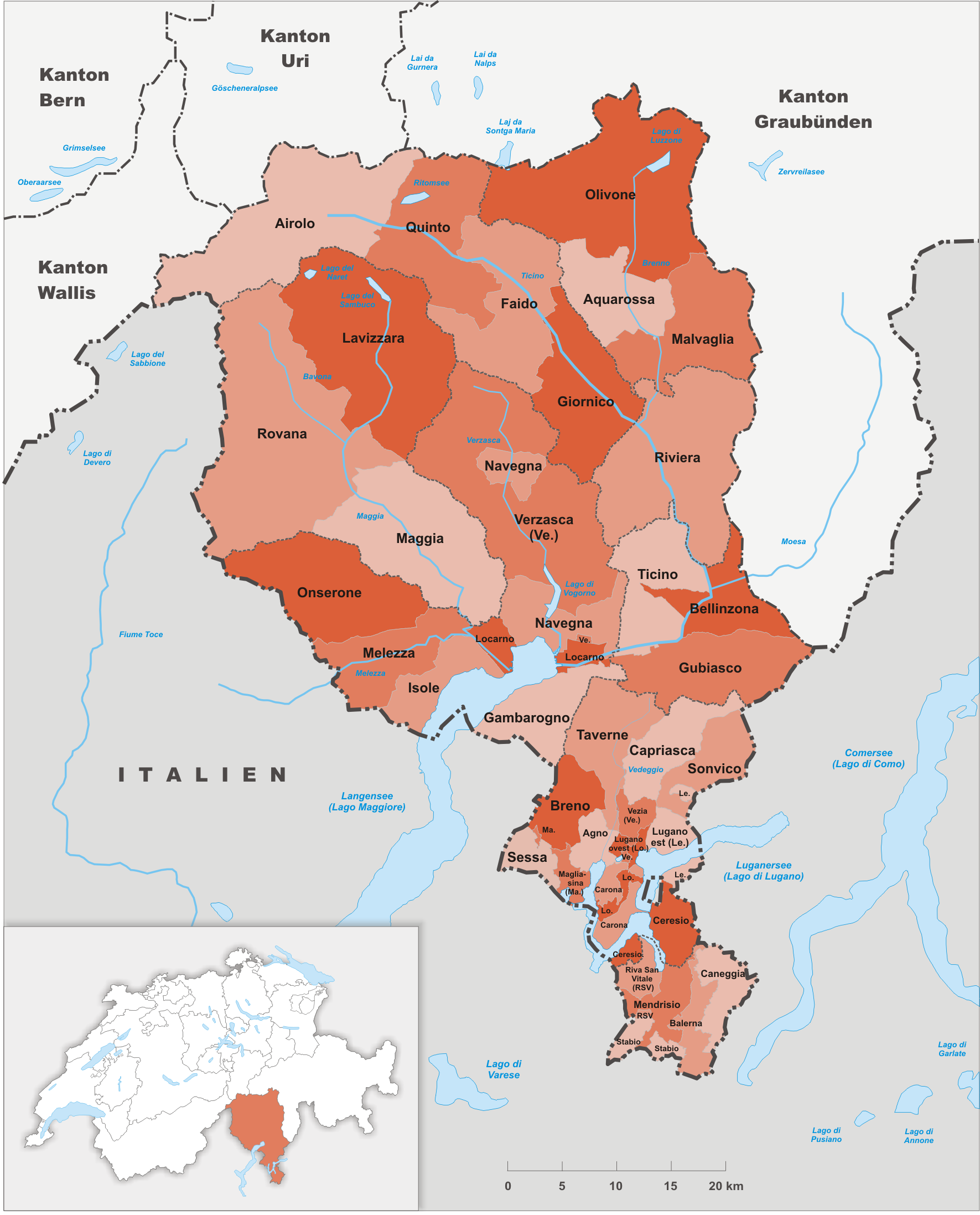
Итальянский язык в кантоне Тичино

Италья́нская Швейца́рия, или италоязы́чная Швейца́рия (итал. Svizzera italiana, нем. Italienische Schweiz, фр. Suisse italienne, романш. Svizra taliana) — совокупность территорий Швейцарии, где распространён и официально закреплён итальянский язык. В лингвострановедении итальянской (италоязычной) Швейцарией обозначают юго-восточные регионы Швейцарии с италоязычным большинством, противопоставляющиеся немецкой Швейцарии и Романдии, а также (реже) ретороманской Швейцарии. Статус итальянского языка в Швейцарии закреплён конституционно наряду с немецким и французским.
Родным языком населения кантона Тичино является не собственно литературный итальянский язык, а тичинский диалект ломбардского языка, относящийся к галло-итальянской подгруппе романских языков. Итальянский язык Граубюндена имеет собственные отличительные черты, напрямую связанные с влиянием немецкоязычного окружения.

## География
На территории итальянской Швейцарии проживает около 350 тысяч человек, что составляет более 6 процентов от общей численности швейцарцев. Общая площадь — 3 872,8 км2. Бо́льшая часть носителей итальянского языка сосредоточена в кантоне Тичино, а также в Граубюндене в долинах Брегалья, Каланка, Месольчина и Поскьяво, а также в местности Бивио.

### Основные центры
Основные центры в кантоне Тичино:
- Беллинцона — главный город кантона, второй по численности после Лугано;
- Лугано — научный и культурный центр;
- Мендризио — главный город одноимённого округа;
- Локарно — город близ Лаго-Маджоре, туристический центр.

Основные центры в Граубюндене:
- Ровередо — коммуна в округе Моэза;
- Поскьяво — коммуна в округе Бернина;
- Брегалья — коммуна в долине Брегалья;

## История
До 1798 года итальянская Швейцария включала также долину Вальтеллину, совпадающую географически с современной провинцией Сондрио. После наполеоновских войн италоязычная часть конфедерации потеряла большие территории и большую часть населения.